# 巴洛 (德国)
巴洛（德語：Balow）是德国梅克伦堡-前波美拉尼亚州的市镇，隶属于路德维希斯卢斯特-帕尔希姆县，总面积为12.83平方千米，截至2020年总人口为322人。